# 군산 상주사 나한전 석조석가삼존십육나한상 일괄
군산 상주사 나한전 석조석가삼존십육나한상 일괄(群山 上柱寺 羅漢殿 石造釋迦三尊十六羅漢像 一括)은 대한민국 전북특별자치도 군산시 서수면 상주사에 있는 불상이다. 2019년 12월 20일 전라북도의 유형문화재 제266호로 지정되었다.

## 지정 사유
군산 상주사 나한전 석조석가삼존16나한상은 군산시 상주사 나한전에 봉안된 존상 23구이다.
17세기 후반 ～ 18세기 초 조각승 승호에 의해 제작된 것으로 추정되며 승호가 제작한 불상의 양식을 잘 갖추고 있다.
경주 불석으로 제작된 것으로서 23구가 완전하게 보존되어 있으며 경상도 지역에서 조성된 경주 불석 소재 불상이 전라도 지역에서 확인되는 점에서 학술적 가치가 높다.

## 참고 문헌
- 군산 상주사 나한전 석조석가삼존16나한상 일괄 - 국가유산청 국가유산포털